# Церковь Сурб Ованес Мкртич
Церковь Сурб Ованес Мкртич (арм. Սուրբ Հովհաննես Մկրտիչ Եկեղեցի, Церковь Святого Иоанна Крестителя) — действующая армянская церковь в Ереване, находящаяся в историческом районе Конд (в современном районе Кентрон).

## Строительство
Действующая церковь Святого Иоанна Крестителя была построена в 1710 году на месте, где когда-то находилась другая средневековая церковь, основанная в 670 году и разрушенная землетрясением в 1679 году. Средства на строительство церкви выделил богатый ереванец по имени Мелик Агамал (семейство Мелик-Агамалянов). Как и другие средневековые церкви, эта церковь является трёхнефной базиликой с молельным залом, главным алтарём на восточной стороне и двумя ризницами по обеим сторонам (наподобие Церкви Святой Богородицы Зоравор и Церкви Святой Богородицы Катогике).

## Реконструкция
Церковь Святого Иоанна неоднократно перестраивалась. В 1979 году проект Рафаела Исраеляна по фундаментальной реконструкции церкви Святого Иоанна Крестителя был представлен Католикосу всех армян Вазгену I. Через 10 лет сын архитектора Арег занялся реализацией проекта при поддержке архитектора Багдасара Арзуманяна и инженера-строителя Аветика Текнеджяна. Строительством и реконструкцией руководил инженер-градостроитель Микаел Ованесян.
В результате реконструкции был построен купол, облицованы красным туфом внешние стены и выложен мрамором пол. Были проделаны большие работы по реставрации интерьера, на западной стороне построена галерея для хора, а главный алтарь разукрашен барельефами. Позже была построена колокольня.

## Наши дни
С 2000 года при церкви действует учебно-воспитательный центр «Ованнес Козерн», где преподают английский язык и компьютерную грамотность, а также готовят художников-иконописцев. Действующий пастырь церкви — Тер-Згон Абрамян. 7 октября 2004 года по распоряжению премьер-министра Андраника Маргаряна церковь включена в Государственный список недвижимых памятников истории и культуры города Еревана и Перечень недвижимых историко-культурных памятников города Еревана под номером 1.6 / 74.
В 2016 году по случаю праздника Иоанна Крестителя в церковь был привезён ларец с мощами святого (а именно его длань), которые с почитанием хранятся в Первопрестольном Святом Эчмиадзине.

## Галерея

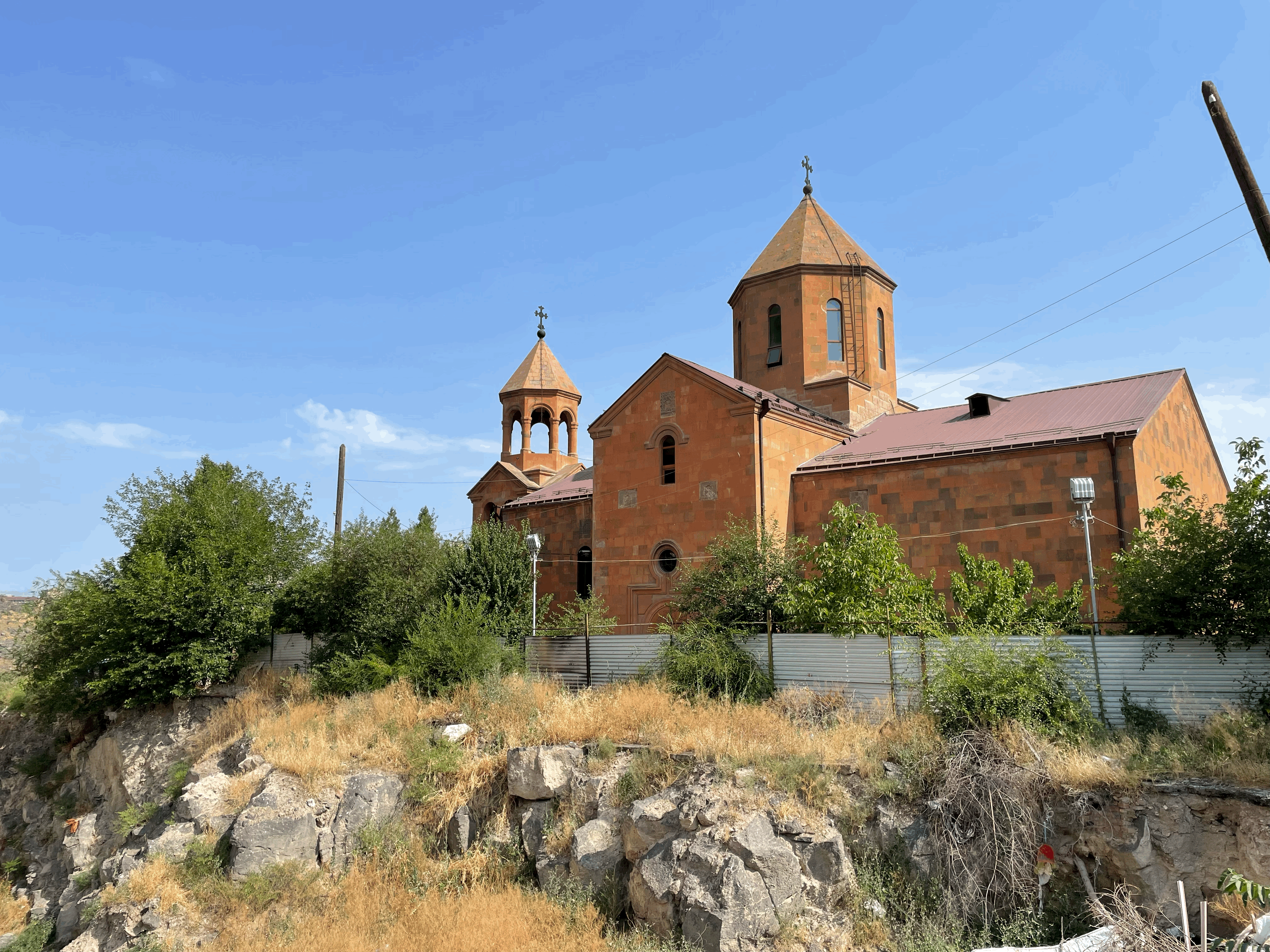
Общий вид
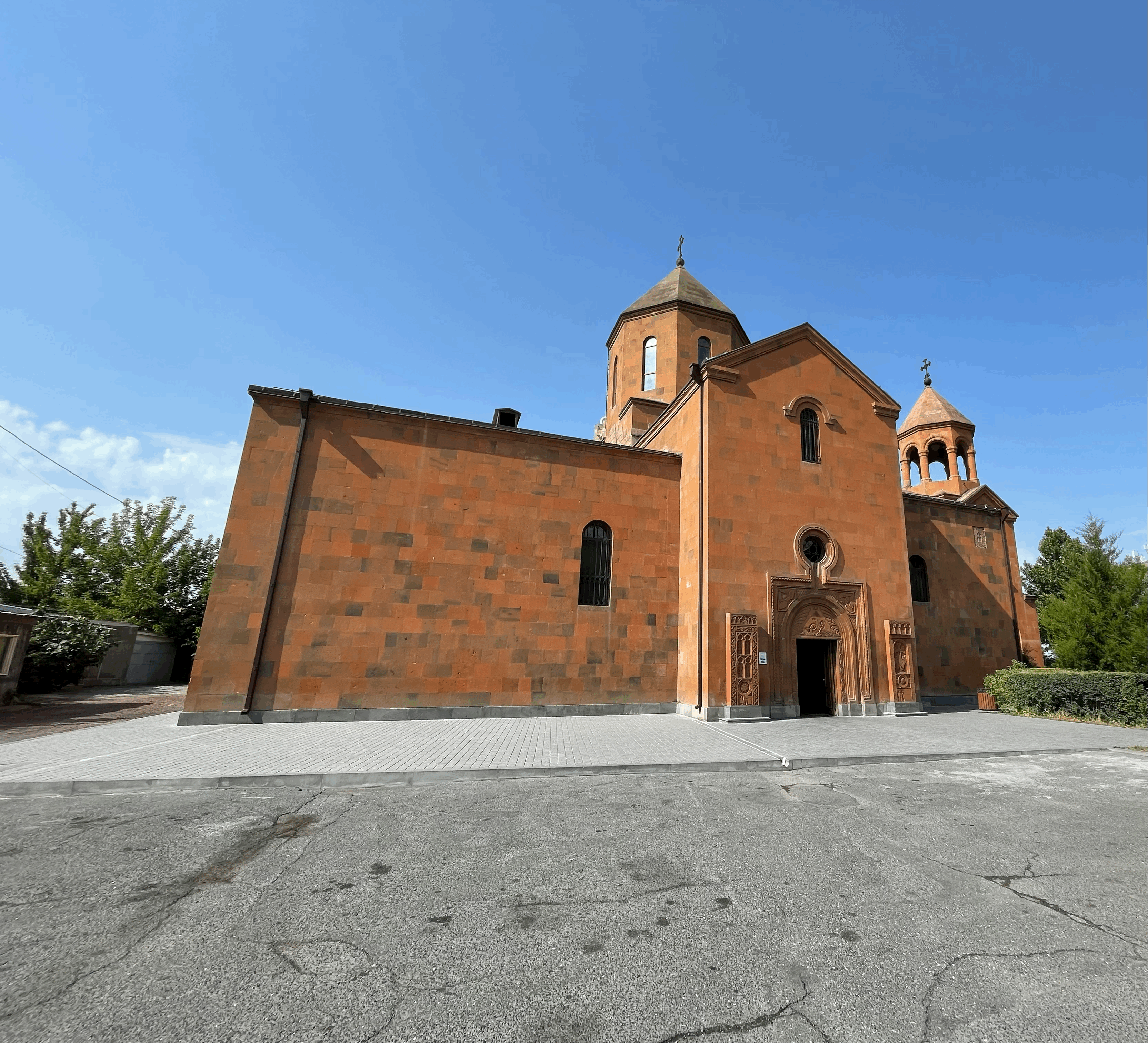
Общий вид
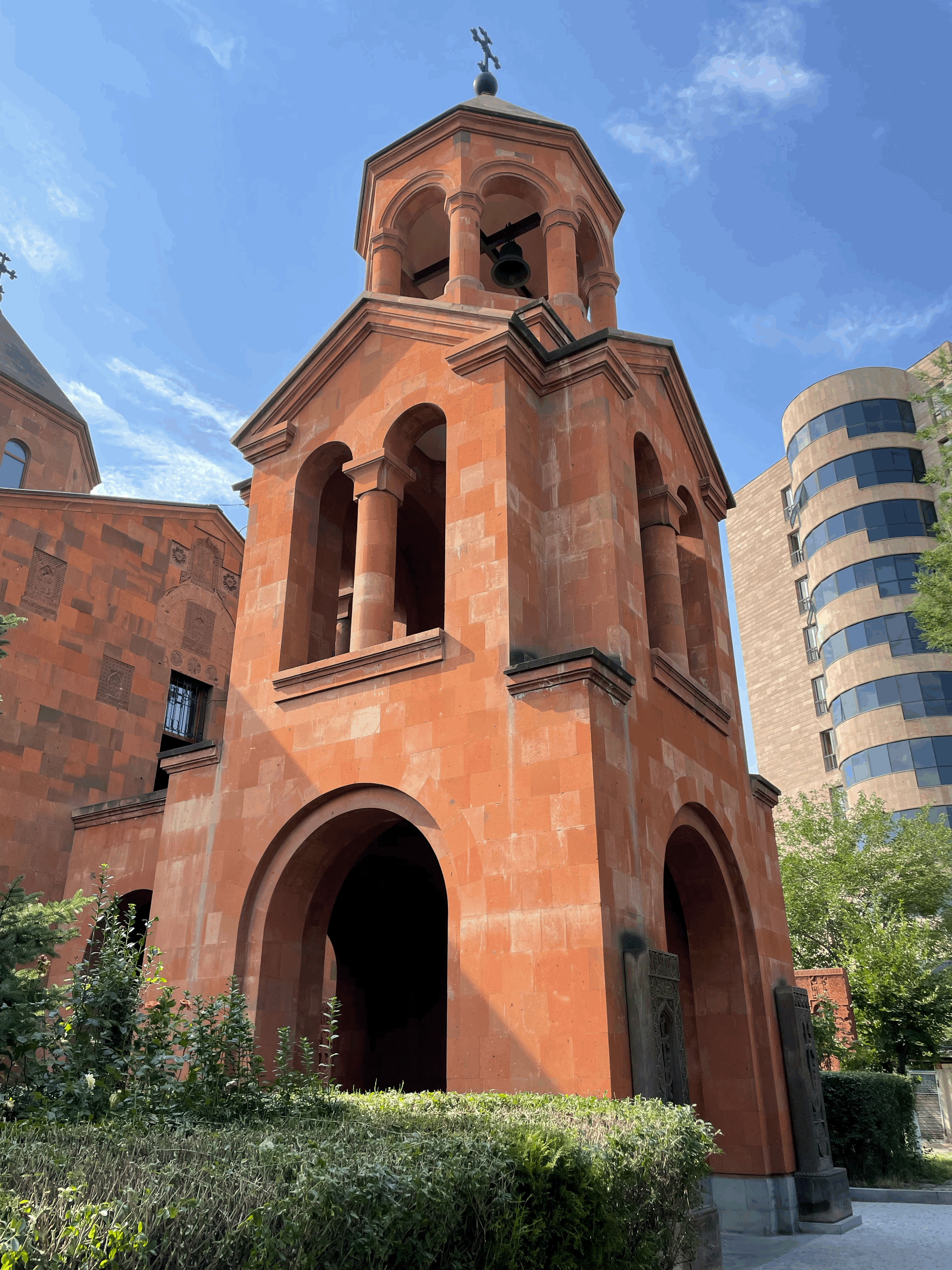
Колокольня
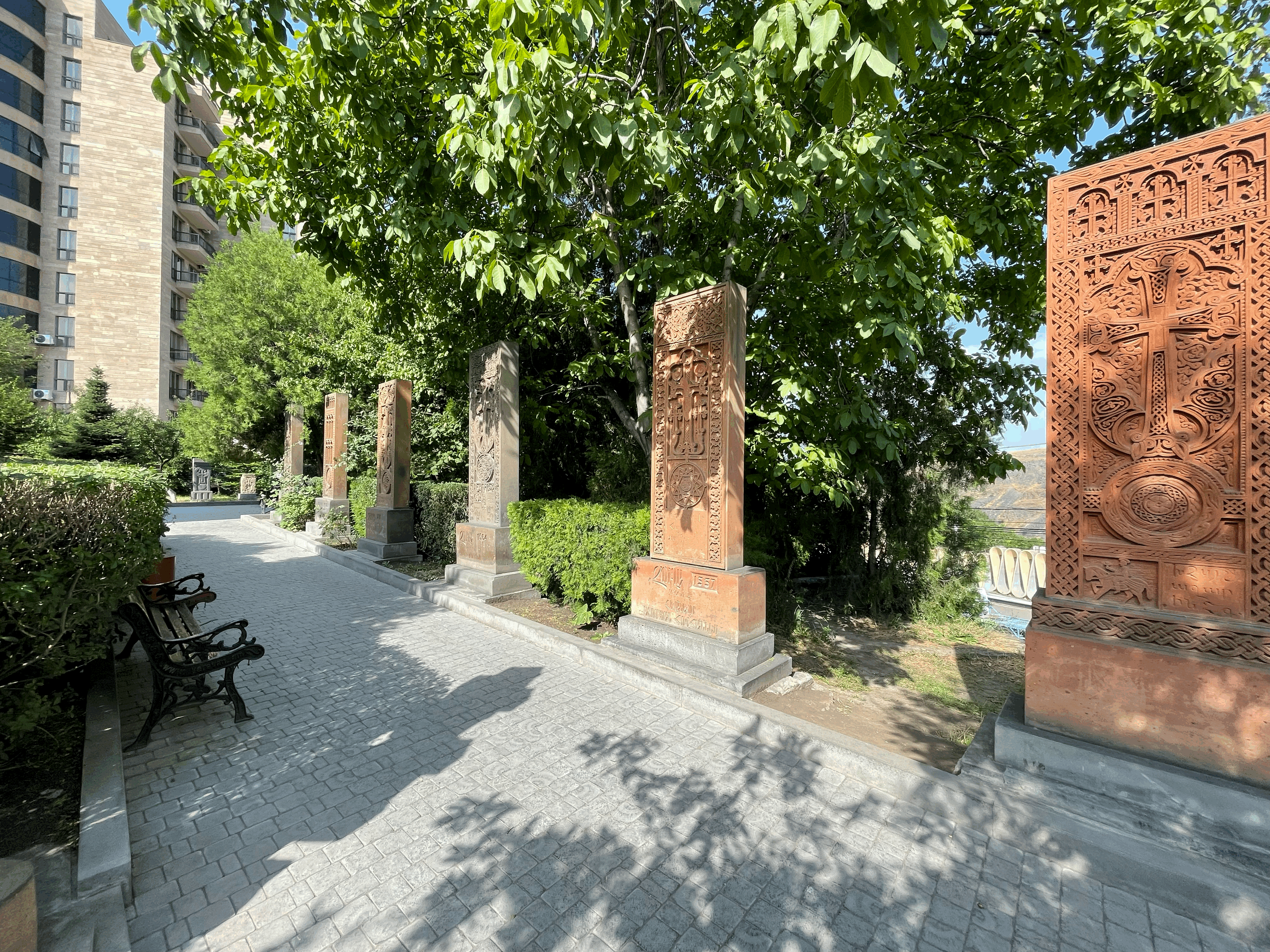
Хачкары на территории церкви